# 6 Feet Deep
6 Feet Deep - es el álbum debut del supergrupo Gravediggaz. Fue lanzado el 9 de agosto de 1994, por Gee Street Records.

## Información sobre el álbum
El título original del álbum fue Niggamortis, pero fue cambiado para tener una mejor reacción con el público americano. Sin embargo, el disco fue llamado por su título original en el extranjero. La versión europea incluye también la canción extra "Pass the Shovel".
La última pregunta sobre el tema "360 Questions" es una referencia a Tommy Boy Records, a la que cada miembro de la banda se había firmado en un punto.

## Lista de canciones
| #  | Título                                                      | Longitud | Productor              | Invitado                                         | Muestras                                                         |
| -- | ----------------------------------------------------------- | -------- | ---------------------- | ------------------------------------------------ | ---------------------------------------------------------------- |
| 1  | "Just When You Thought It Was Over (Intro)"                 | 0:10     | Prince Paul            |                                                  | - "Sad Chicken" por Leroy & The Drivers                          |
| 2  | "Constant Elevation"                                        | 2:30     | Prince Paul            |                                                  | - "Louie" por Allen Toussaint                                    |
| 3  | "Nowhere to Run, Nowhere to Hide"                           | 3:55     | Prince Paul            |                                                  | - "Jagger the Dagger" por Eugene McDaniels                       |
| 4  | "Defective Trip (Trippin')"                                 | 5:04     | Prince Paul            | MC Serch, Biz Markie                             | - "Twine Time" por Alvin Cash                                    |
| 5  | "2 Cups of Blood"                                           | 1:24     | Prince Paul            |                                                  | - "Hihache" por Lafayette Afro Rock Band                         |
| 6  | "Blood Brothers"                                            | 4:47     | Gatekeeper             |                                                  |                                                                  |
| 7  | "360 Questions"                                             | 0:33     | Prince Paul            |                                                  |                                                                  |
| 8  | "1-800-Suicide"                                             | 4:18     | Prince Paul            |                                                  | - "Sunny" por Booker T. & the MG's                               |
| 9  | "Pass the Shovel" (Se incluyen en la versión europea única) | 3:36     | Prince Paul            |                                                  | - "Take Me to the Mardi Gras" por Bob James                      |
| 10 | "Diary of a Madman"                                         | 4:34     | RNS, RZA & Prince Paul | Killah Priest, Scientific Shabazz                | - "Warm And Tender", "No Love (But Your Love)" por Johnny Mathis |
| 11 | "Mommy, What's a Gravedigga?"                               | 1:44     | Prince Paul            |                                                  | - "Pigs" por Cypress Hill                                        |
| 12 | "Bang Your Head"                                            | 3:24     | Prince Paul            |                                                  | - "Synthetic Substitution" por Melvin Bliss                      |
| 13 | "Here Comes the Gravediggaz"                                | 3:44     | Mr. Sime               |                                                  | - "You Don't Mess Around With Jim" por Jim Croce                 |
| 14 | "Graveyard Chamber"                                         | 4:57     | RZA                    | Dreddy Kruger, Killah Priest, Scientific Shabazz |                                                                  |
| 15 | "Death Trap"                                                | 2:57     | Prince Paul            | Masta Ace                                        | - "7 Minutes of Funk" por Tyrone Thomas & the Whole Darn Family  |
| 16 | "6 Feet Deep"                                               | 4:36     | RZA                    |                                                  |                                                                  |
| 17 | "Rest in Peace (Outro)"                                     | 2:01     | Prince Paul            |                                                  | - "No Vaseline" por Ice Cube                                     |